# افسانه متولد می‌شود: ایپ من
افسانه متولد می‌شود: ایپ من به انگلیسی The Legend Is Born: Ip Man فیلمی در ژانر اکشن، زندگینامه‌ای، و رزمی است که در سال ۲۰۱۰ منتشر شد. این فیلم بر اساس زندگی‌نامهٔ استاد ( بروس لی ) ییپ من ساخته شده است و فیلم های Kung Fu League و ایپ من: استاد کونگ‌فو در ادامه این فیلم ساخته شده اند.

## خلاصه داستان
داستان فیلم در مورد مقاومت ایپ من در برابر هجوم بیگانگان و همچنین زندگی رمانتیک او و روابطش با سه استاد وینگ چان …